# Karlsburg (Bad Ems)

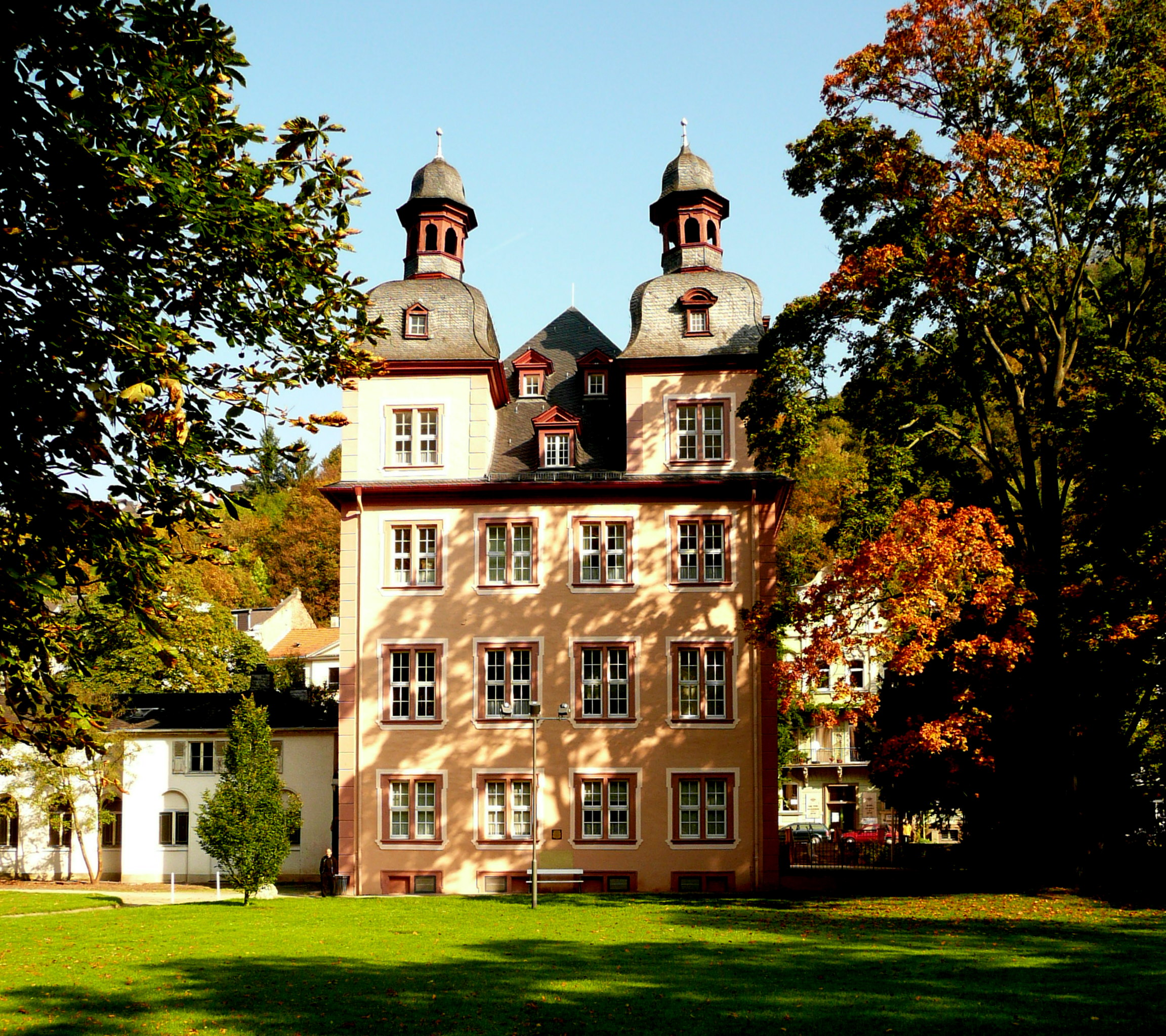
Karlsburg, links das Badehaus

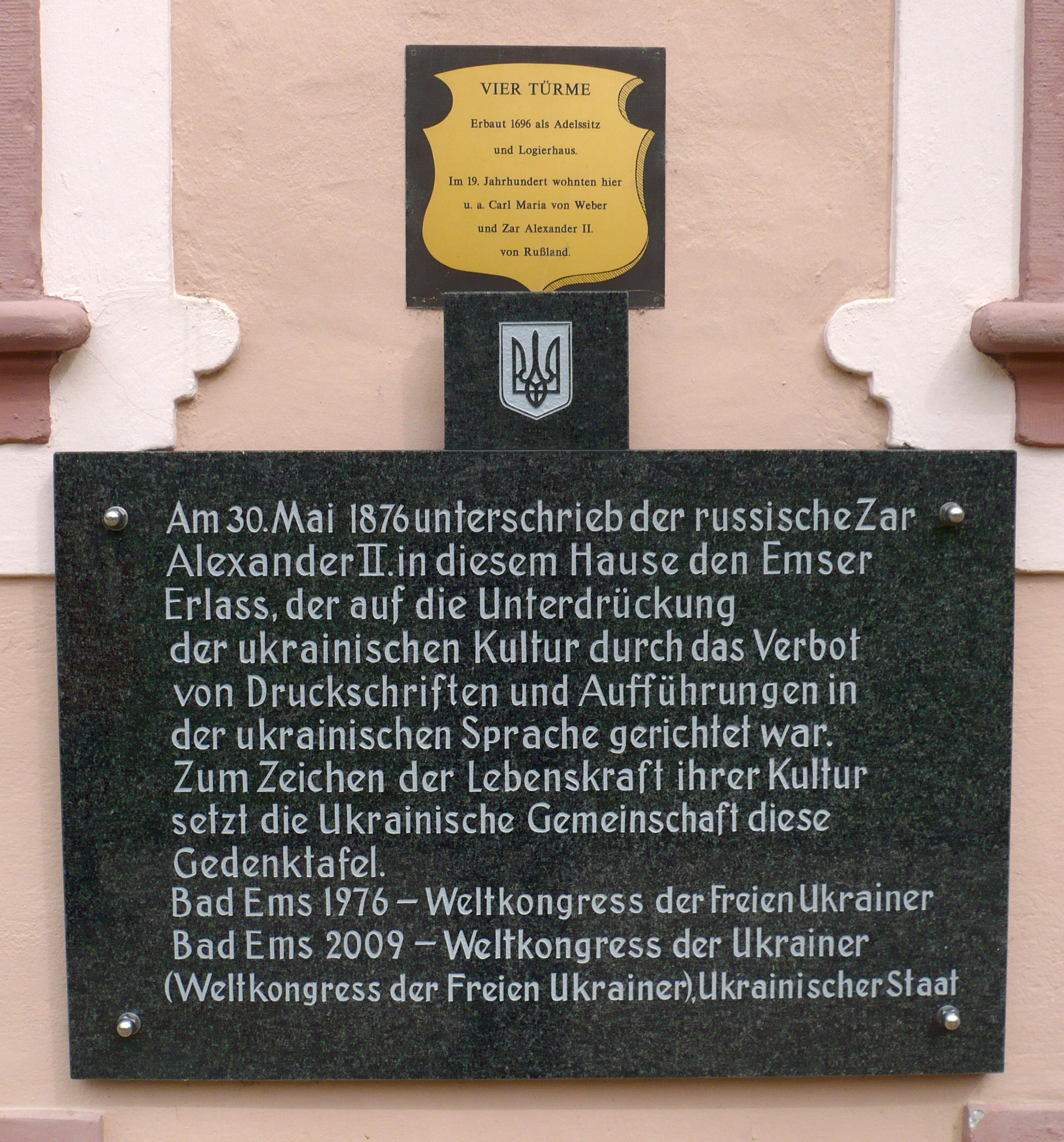
Gedenktafel an den Emser Erlass

Die Karlsburg, auch Vier-Türme-Haus genannt, ist ein Stadtschloss in Bad Ems.

## Geschichte
Den ursprünglichen Bau ließ 1696 der kaiserliche Feldmarschall Johann Karl von Thüngen beginnen, der im Großen Türkenkrieg  gekämpft hatte und später Kommandant der Festung Philippsburg war. Für seine Badeaufenthalte in Bad Ems sollte das Schloss als Unterkunft dienen. Architekt war der kurtrierische Hofbaumeister Johann Christoph Sebastiani. Im Verlauf der französischen Revolutionskriege wurde das Haus verwüstet und war unbewohnbar. 1804 kam das ruinöse Haus in den Besitz des oranien-nassauischen Rentmeisters und Badeverwalters Goedecke und ging 1817 durch Kauf an den Badearzt Thilenius über. In der nun folgenden Zeit wurde das Gebäude umfassend saniert und zu einem Nobelhotel umgebaut. Schließlich ging das Schloss in den Besitz der herzoglich-nassauischen Domänenverwaltung über, die es an den Hotelier Heinrich Becker verpachtete. Von dieser Zeit ab beherbergte das Haus zahlreiche europäische Fürsten und Künstler wie z. B. Zar Alexander II. von Russland, dessen Gattin, Kronprinz Friedrich von Preußen oder auch Carl Maria von Weber. Alexander II. unterzeichnete hier am 30. Mai 1876 den Emser Erlass, der die öffentliche Verwendung der ukrainischen Sprache im Kaiserreich Russland verbot. Eine Gedenktafel am Haus erinnert an dieses Ereignis.
Nach dem Ersten Weltkrieg sollte darin ein Erholungsheim für Wissenschaftler und Schriftsteller eingerichtet werden, das ein gemeinnütziger Verein betreiben wollte. Heute beherbergt das Gebäude eine Außenstelle des Landesbetriebs Daten und Information Rheinland-Pfalz.
In einem in der Nacht zum 3. Juli 2024 ausgebrochenen Großbrand wurde der Dachstuhl des Gebäudes zerstört. Die Brandursache ist unbekannt.

## Das Badhaus

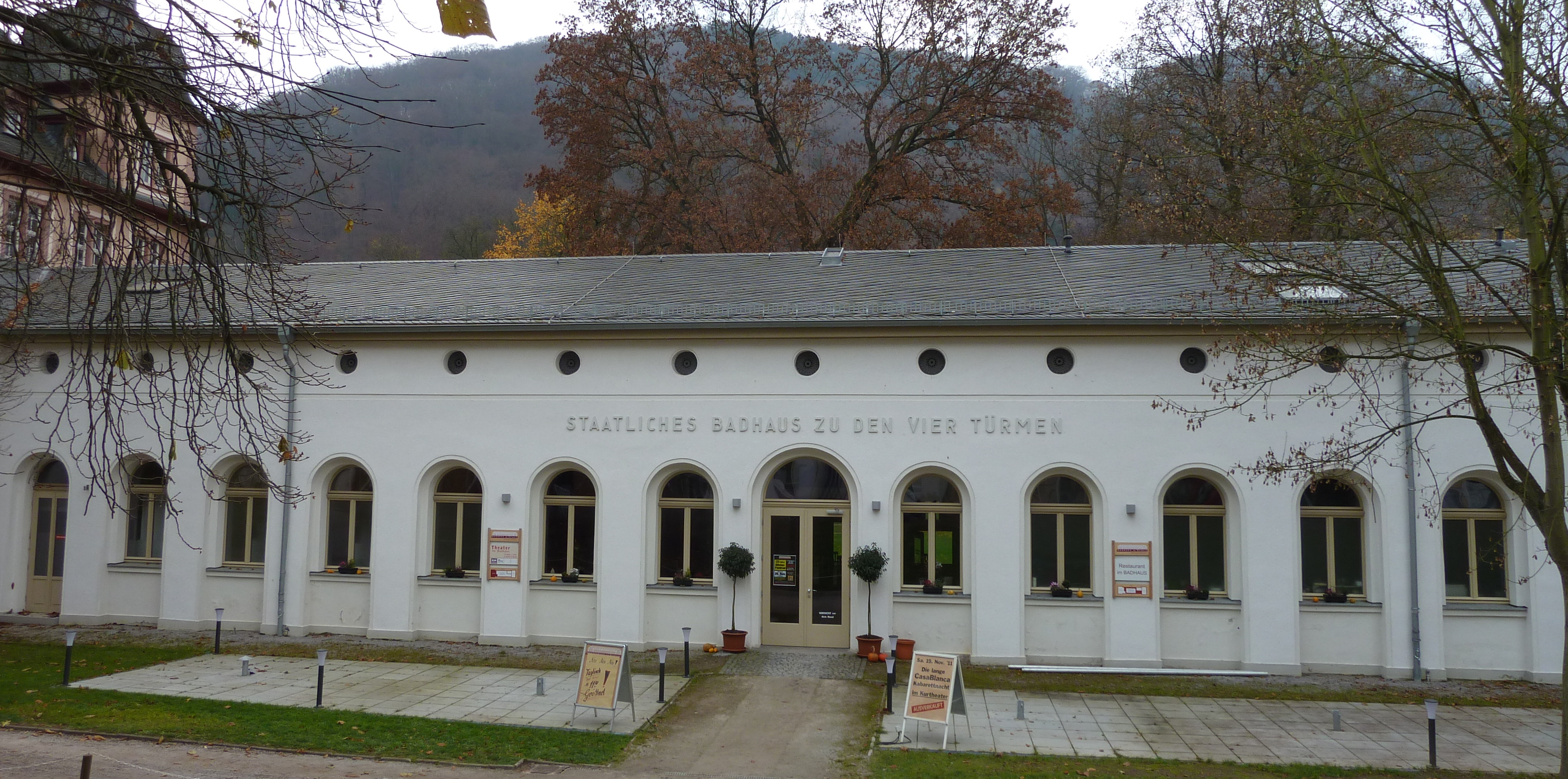
Ehemaliges Badhaus

1845 wurde im Westen des Hotels ein neues Badehaus angebaut, das mit Thermalwasser gespeist wurde. Den Kurgästen standen eine Vielzahl von Badekabinen zur Verfügung. 1956 wurde das Gebäude umfassend umgebaut und saniert, nachdem der zunächst geplante Abbruch durch Intervention der staatlichen Denkmalpflege verhindert wurde. 1968 fand der Badbetrieb ein Ende. Das Badhaus diente nun den Kurgärtnern als Abstellschuppen. 2008 wurde das Badhaus erneut renoviert, ein Restaurant sowie ein Theatersaal für das Kabarett Casablanca eingebaut.